# Bartolomeo Ramenghi
Bartolomeo Ramenghi (Bagnacavallo, 1484 – Bolonha, 1542), também grafado Bartolommeo e conhecido por Bagnacavallo, il Bagnacavallo ou il Baruffaldi, foi um pintor italiano do Renascimento, muito atuante na região da Emília-Romanha.

## Biografia
Ele recebeu o cognome Bagnacavallo, emprestado da aldeia onde nasceu na província de Ravena. Iniciou seus estudos de Pintura com Francesco Francia e Lorenzo Costa. Seguiu depois para Roma, onde se tornou aluno de Rafael. Durante esse período, trabalhou junto com muitos outros artistas na decoração das galerias do Vaticano, embora não se saiba exatamente quais partes são seu trabalho.
Em seu retorno a Bolonha, ele rapidamente tomou o lugar de liderança como artista, e deve-se a ele dois grandes progressos no estilo geral do que tem sido chamado a Escola de Bolonha. Seus trabalhos foram considerados inferiores, no que diz respeito à concepção, em comparação a algumas outras produções da escola de Rafael, mas eles se distinguem pelo colorido rico e traçado gracioso.
Suas obras foram mais tarde altamente elogiadas por Guido Reni e pelos Carracci, que as estudou cuidadosamente e, em alguns pontos as imitou. Os melhores exemplares dos trabalhos de Bagnacavallo — A Controvérsia de Santo Agostinho e uma Madona e Criança — estão em Bolonha.
Ele morreu em Bolonha. Um de seus alunos foi Cesare Aretusi.

## Obras selecionadas

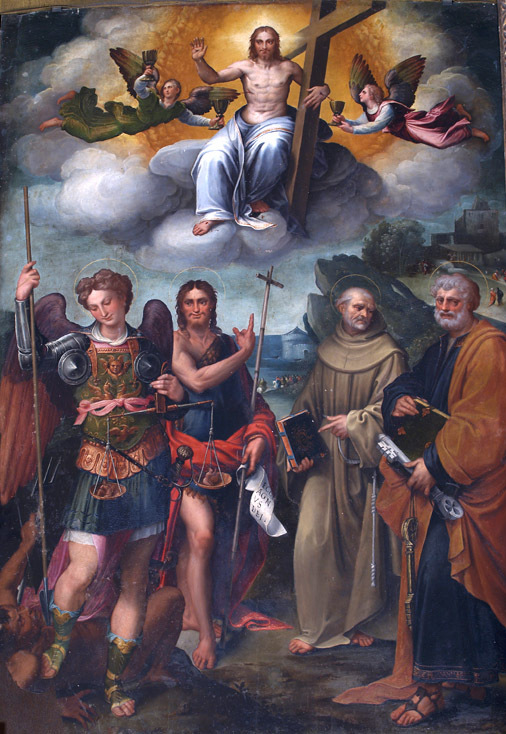
Cristo Redentor com o arcanjo Miguel, São João Batista, São Pedro e São Bernardino.

- Madona e Criança com os santos João Evangelista e Batista, Francisco, Clara, Catarina, Maria Madalena (1563); Matrimônio místico de Santa Catarina (1543-6); Pinacoteca Nacional de Bolonha.
- A Sagrada Família e São João Batista; A Madona com Criança e São Francisco; Pinacoteca Cívica de Forlì.
- Cristo na Cruz com três santos (São Pedro, Bolonha)
- Madona com a Criança (Pinacoteca dos Mestres Antigos de Dresden)
- São Petrônio
- Santa Inês
- Luís XI de França (Museu de Berlim)